# Atletica leggera ai Giochi della XXIV Olimpiade - 3000 metri piani

Video della Finale

I 3000 metri piani hanno fatto parte del programma femminile di atletica leggera ai Giochi della XXIV Olimpiade. La competizione si è svolta nei giorni 23-25 settembre 1988 allo Stadio olimpico di Seul.

## Presenze ed assenze delle campionesse in carica
| Competizione        | Atleta             | Prestazione | Seul 1988    |
| ------------------- | ------------------ | ----------- | ------------ |
| Olimpiadi 1984      | Maricica Puică     | 8'35”96     | Presente     |
| Commonwealth 1986   | Lynn Williams      | 8'54”29     | Presente     |
| Goodwill Games 1986 | Mariana Stanescu   | 8'38"83     | Non selez.   |
| Europei 1986        | Ol'ga Bondarenko   | 8'33”99     | Fa i 10.000  |
| Asiatici 1986       | Lim Chun-ae        | 9'11”92     | Presente     |
| Panamericani 1987   | Mary Knisely       | 9'06”75     | 5ª ai Trials |
| Africani 1987       | Susan Sirma        | 9'19”20     | Presente     |
| Mondiali 1987       | Tat'jana Samolenko | 8'38”73     | Presente     |
| Europei indoor 1988 | Elisa Van Hulst    | 8'44"50     | Presente     |

## La gara
La prima semifinale è vinta dalla sovietica Elena Romanova in 8'48"47. Nella seconda vince la romena Paula Ivan in 8'43"10. La vincitrice dei Trials USA, Mary Decker, studia la favorita Tat'jana Samolenko, campionessa mondiale in carica: in volata l'americana la precede di 3 centesimi.

In finale Mary Decker impone subito un ritmo sostenutissimo, ma questo azzardo si ritorce contro di lei: l'atleta finisce in debito d'ossigeno e perde posizioni facendosi risucchiare dal gruppo (finirà decima con 8'47"13).

All'ultimo giro parte la volata con la Samolenko e Paula Ivan. Prevale la Samolenko di oltre 5 decimi, stabilendo anche il nuovo record olimpico (il suo precedente primato personale risalente al 1986 era di dieci secondi in più: 8'36"00).

## Risultati

### Turni eliminatori
| 2 Batterie | 23 settembre | 35 partenti    | Si qualificano le prime 6 + i 3 migliori tempi. |
| Finale     | 25 settembre | 15 concorrenti |                                                 |

## Batterie
Giovedì 23 settembre 1988.

Si qualificano per il secondo turno le prime 4 classificate di ogni batteria (Q). Vengono ripescati i 7 migliori tempi fra le escluse (q).

### 1ª Batteria
| Posizione | Corsia | Nome                 | Nazionalità      | Tempo   | Note                          |
| --------- | ------ | -------------------- | ---------------- | ------- | ----------------------------- |
| 1         | -      | Elena Romanova       | Unione Sovietica | 8'48"47 | Q                             |
| 2         | -      | Elisa Van Hulst      | Paesi Bassi      | 8'48"54 | Q                             |
| 3         | -      | Angela Chalmers      | Canada           | 8'48"60 | , Q                           |
| 4         | -      | Lynn Williams        | Canada           | 8'48"70 | Q                             |
| 5         | -      | Vicki Huber          | Stati Uniti      | 8'48"93 | q                             |
| 6         | -      | Wendy Sly            | Gran Bretagna    | 8'49"71 | q                             |
| 7         | -      | Xiuting Wang         | Cina             | 8'54"19 |                               |
| 8         | -      | Jill Hunter          | Gran Bretagna    | 8'57"28 |                               |
| 9         | -      | Christine Pfitzinger | Nuova Zelanda    | 9'01"30 |                               |
| 10        | -      | Jacqueline Perkins   | Australia        | 9'01"82 |                               |
| 11        | -      | Andri Avraam         | Cipro            | 9'02"18 | Miglior prestazione personale |
| 12        | -      | Angelines Rodriguez  | Spagna           | 9'03"39 | Miglior prestazione personale |
| 13        | -      | Fernanda Ribeiro     | Portogallo       | 9'05"92 |                               |
| 14        | -      | Susan Sirma          | Kenya            | 9'06"90 |                               |
| 15        | -      | Chun-Ae Lim          | Corea del Sud    | 9'21"18 |                               |
| -         | -      | Maricica Puică       | Romania          | r       |                               |
| -         | -      | Marie-Pierre Duros   | Francia          | r       |                               |

### 2ª Batteria
| Posizione | Corsia | Nome                 | Nazionalità        | Tempo    | Note                          |
| --------- | ------ | -------------------- | ------------------ | -------- | ----------------------------- |
| 1         | -      | Paula Ivan           | Romania            | 8'43"10  | Q                             |
| 2         | -      | Yvonne Murray        | Gran Bretagna      | 8'43"73  | Q                             |
| 3         | -      | Deborah Bowker       | Canada             | 8'43"81  | , Q                           |
| 4         | -      | Mary Decker          | Stati Uniti        | 8'44"15  | Q                             |
| 5         | -      | Tat'jana Samolenko   | Unione Sovietica   | 8'44"18  | q                             |
| 6         | -      | Natalia Artemova     | Unione Sovietica   | 8'44"30  | q                             |
| 7         | -      | PattiSue Plumer      | Stati Uniti        | 8'45"21  | , q                           |
| 8         | -      | Annette Sergent      | Francia            | 8'45"94  | q                             |
| 9         | -      | Cornelia Buerki      | Svizzera           | 8'48"37  | q                             |
| 10        | -      | Vera Michallek       | Germania Ovest     | 8'51"34  |                               |
| 11        | -      | Qingmei Chen         | Cina               | 8'51"53  | Miglior prestazione personale |
| 12        | -      | Roberta Brunet       | Italia             | 8'53"04  |                               |
| 13        | -      | Anne Keenan-Buckley  | Irlanda            | 9'03"10  |                               |
| 14        | -      | Khin Khin Htwe       | Birmania           | 9'26"57  | [ 4 ]                         |
| 15        | -      | Daphrose Nyiramutuzo | Ruanda             | 9'47"98  |                               |
| 16        | -      | Dikanda Diba         | Zaire              | 10'32"88 |                               |
| -         | -      | Fatima Aouam         | Marocco            | r        |                               |
| -         | -      | Polonie D. Avek      | Papua Nuova Guinea | r        |                               |

## Finale
| Record mondiale      | Tatyana Kazankina | 8'22"62 | Leningrado  | 26 agosto 1980 |
| Record olimpico      | Maricica Puică    | 8'35"96 | Los Angeles | 10 agosto 1984 |
| Capolista stagionale | Elisa Van Hulst   | 8'33"97 | Letzigrund  | 17 agosto 1988 |

Sabato 25 settembre, Stadio olimpico di Seul.
| Pos. | Corsia | Atleta             | Età | Nazione          | Tempo   | Note                          |
| ---- | ------ | ------------------ | --- | ---------------- | ------- | ----------------------------- |
|      | -      | Tat'jana Samolenko | 27  | Unione Sovietica | 8'26"53 | Record olimpico               |
|      | -      | Paula Ivan         | 25  | Romania          | 8'27"15 | Miglior prestazione personale |
|      | -      | Yvonne Murray      | 23  | Gran Bretagna    | 8'29"02 | Miglior prestazione personale |
| 4    | -      | Elena Romanova     | 25  | Unione Sovietica | 8'30"45 | Miglior prestazione personale |
| 5    | -      | Natalia Artemova   | 25  | Unione Sovietica | 8'31"67 | Miglior prestazione personale |
| 6    | -      | Vicki Huber        | 21  | Stati Uniti      | 8'37"25 | Miglior prestazione personale |
| 7    | -      | Wendy Sly          | 28  | Gran Bretagna    | 8'37"70 |                               |
| 8    | -      | Lynn Williams      | 28  | Canada           | 8'38"43 |                               |
| 9    | -      | Elisa Van Hulst    | 29  | Paesi Bassi      | 8'43"92 |                               |
| 10   | -      | Mary Decker        | 30  | Stati Uniti      | 8'47"13 |                               |
| 11   | -      | Cornelia Buerki    | 34  | Svizzera         | 8'48"32 |                               |
| 12   | -      | Annette Sergent    | 25  | Francia          | 8'49"14 |                               |
| 13   | -      | PattiSue Plumer    | 26  | Stati Uniti      | 8'59"17 |                               |
| 14   | -      | Angela Chalmers    | 25  | Canada           | 9'04"75 |                               |
| 15   | -      | Deborah Bowker     | 29  | Canada           | 9'11"95 |                               |